# Helme (gemeente in Estland)
Helme (Estisch: Helme vald) was een gemeente in de Estische provincie Valgamaa. De gemeente telde 1957 inwoners op 1 januari 2017 en had een oppervlakte van 312,8 km². Helme was een van de gemeenten waar Mulgi gesproken werd, een apart dialect van het Estisch.
In oktober 2017 werd Helme bij de gemeente Tõrva gevoegd, die daarmee veranderde van een stadsgemeente in een landgemeente.
In de gemeente lag Kasteel Taagepera. Het dorp Holdre heeft een landhuis, gebouwd in jugendstil.

## Geografie
De gemeente grensde in het zuiden aan Letland. Helme was een ‘ringgemeente’ (Estisch: rõngasvald), een gemeente rondom een plaats die als bestuurscentrum fungeert, maar er zelf niet bijhoort, in dit geval de stad Tõrva.

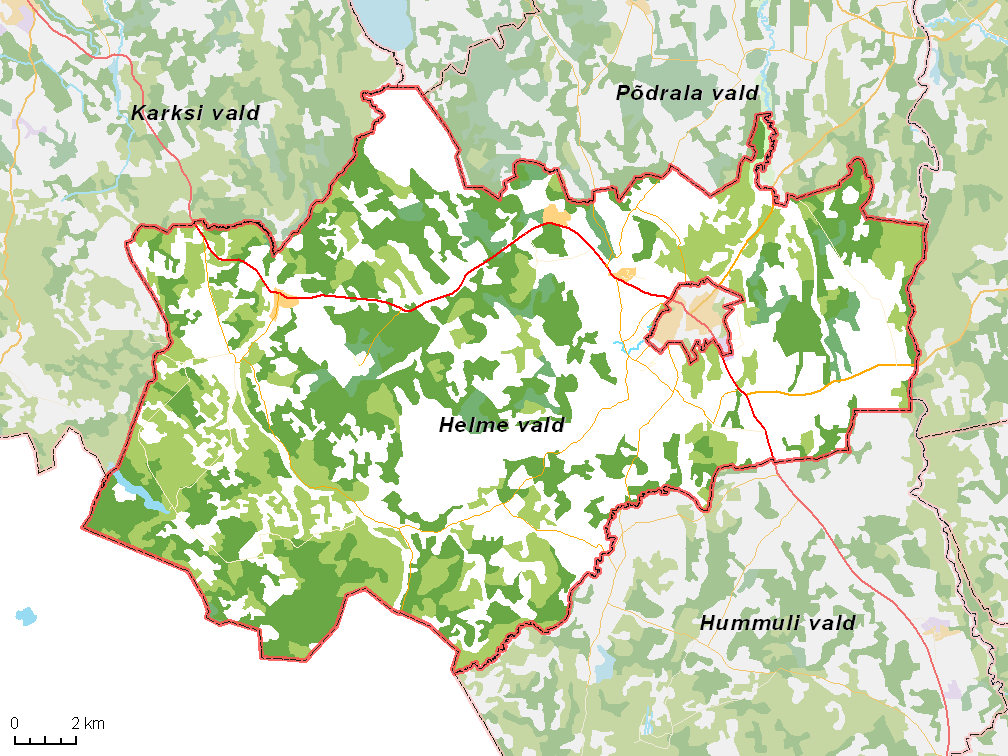
De gemeente met omliggende gemeenten, situatie begin 2017